# Sötét hold

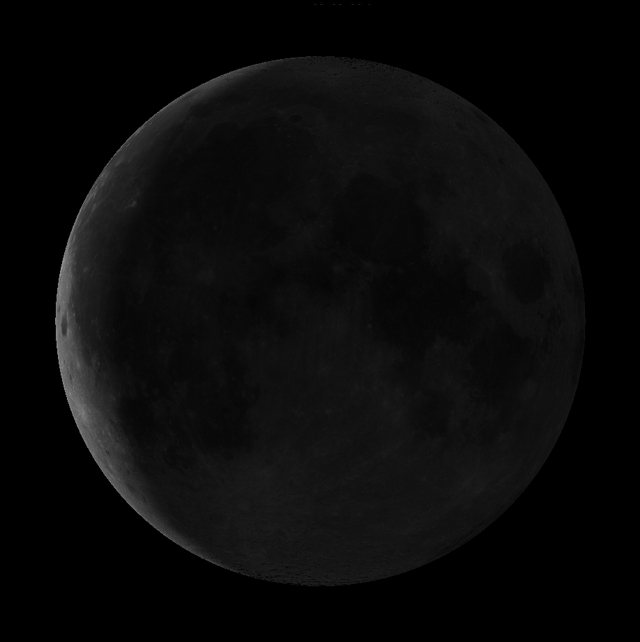
Fogyó hold (holdsarló)

A sötét hold kifejezés a fogyó Hold utolsó látható holdsarlóját írja le. A sötét hold időtartama 1,5 és 3,5 nap között változik az ekliptikai szélességétől függően. A jelenlegi csillagászati szóhasználatban az újhold ennek a sötét időszaknak a közepén fordul elő, amikor a Hold és a Nap együttáll. A naptárak általában az újhold dátumát és idejét jelzik, nem pedig a sötét holdét.

## Sötét hold mint a 30. szakasz
Az Oxford English Dictionary úgy határozza meg az újholdat, mint „a Hold első látható holdsarlója, miután együttállt a Nappal.” A sötét hold a fogyó holdsarló újholdba forduló eseménye. Ha a Hold pályáját 30 szakaszra osztják, ahogy az ókori görögök tették Homérosz idejében, vagy ahogyan azt a babilóniaiak tették, és az indiaiak még ma is teszik (tithinek hívva a szakaszokat), az utolsó, 30. szakaszt hívják sötét holdnak. Görögül „régi holdnak” nevezték, és Hekatéhoz kapcsolták. Indiában Amavasyának hívják, és Kalihoz kötik. Mindkét istennőnek sötét jelentése van, innen ered a sötét hold kifejezés.
A babilóniai, görög és indiai kultúrában a sötét hold a Hold és a Nap közötti szögtávolság 12°-án belül fordul elő az együttállás (konjunkció). Ezt a 12°-os ívet a babilóniaiak umanak, az indiaiak tithinek nevezték.
Ezt a távolságot a Hold átlagosan 23 óra 37 perc alatt teszi meg igénybe, de ez az időtartam akár 21 és 26 óra között változhat a Hold keringési anomáliája miatt. Ez azt jelenti, hogy a „sötét hold” valójában körülbelül 23 óra 37 percig tart, és magában foglalja a holdnaptárban „újholdként” megjelölt bármely időpontot, és nem 1,5–3,5 napot.

## Lásd még
- Holdfázisok – A Hold megvilágított részének alakja a Földről nézve

## Fordítás
- Ez a szócikk részben vagy egészben  a   Dark moon című angol Wikipédia-szócikk ezen változatának fordításán alapul.  Az eredeti cikk szerkesztőit annak laptörténete sorolja fel. Ez a jelzés csupán a megfogalmazás eredetét és a szerzői jogokat jelzi, nem szolgál a cikkben szereplő információk forrásmegjelöléseként.